# Sypniewo (gromada w powiecie sępoleńskim)
Sypniewo – gromada istniejąca w latach 1954–1972.
Gromadę Sypniewo z siedzibą GRN w Sypniewie utworzono w powiecie sępoleńskim w woj. bydgoskim, na mocy uchwały nr 24/9 WRN w Bydgoszczy z dnia 5 października 1954. W skład jednostki weszły obszary dotychczasowych gromad Sypniewo i Jazdrowo ze zniesionej gminy Sypniewo w tymże powiecie. Dla gromady ustalono 25 członków gromadzkiej rady narodowej.
31 grudnia 1959 do gromady Sypniewo włączono obszar zniesionej gromady Lubcza w tymże powiecie.
31 grudnia 1961 do gromady Sypniewo włączono enklawę leśną w rejonie Klementynowo z gromady Lutowo w tymże powiecie; z gromady Sypniewo wyłączono natomiast wieś Zakrzewska Osada, włączając ją do gromady Więcbork w tymże powiecie.
1 stycznia 1969 do gromady Sypniewo włączono sołectwo i PGR Iłowo ze zniesionej gromady Lutowo w tymże powiecie.
1 stycznia 1972 do gromady Sypniewo włączono sołectwo Zakrzewska Osada z gromady Więcbork w tymże powiecie.
Gromada przetrwała do końca 1972 roku, czyli do kolejnej reformy gminnej.